# Mercedes-Benz EQ
Mercedes-Benz EQ (pour Electric Quotient, désigne lʼélectromobilité intelligente) est une gamme de voitures électriques à batterie fabriquée par le constructeur automobile Mercedes-Benz. Le premier modèle est présenté au Mondial de l'automobile de Paris 2016, sous la forme du concept Generation EQ. 

## Véhicules de série

### EQB
Le Mercedes-Benz EQB est un SUV électrique commercialisé à partir de 2021. Elle est le troisième modèle de la branche EQ après l'EQC commercialisée à partir de 2019 puis l'EQA lancée en janvier 2021.

### EQC
Le Mercedes-Benz EQC est un SUV familial électrique fabriqué et commercialisé depuis 2019. Il est le premier véhicule de la gamme EQ à être commercialisé. Il est présenté lors d'un événement spécial à Stockholm en 2018 puis à une exposition publique au Mondial de l'automobile de Paris.

Mercedes-Benz EQC au Mondial Paris Motor Show 2018
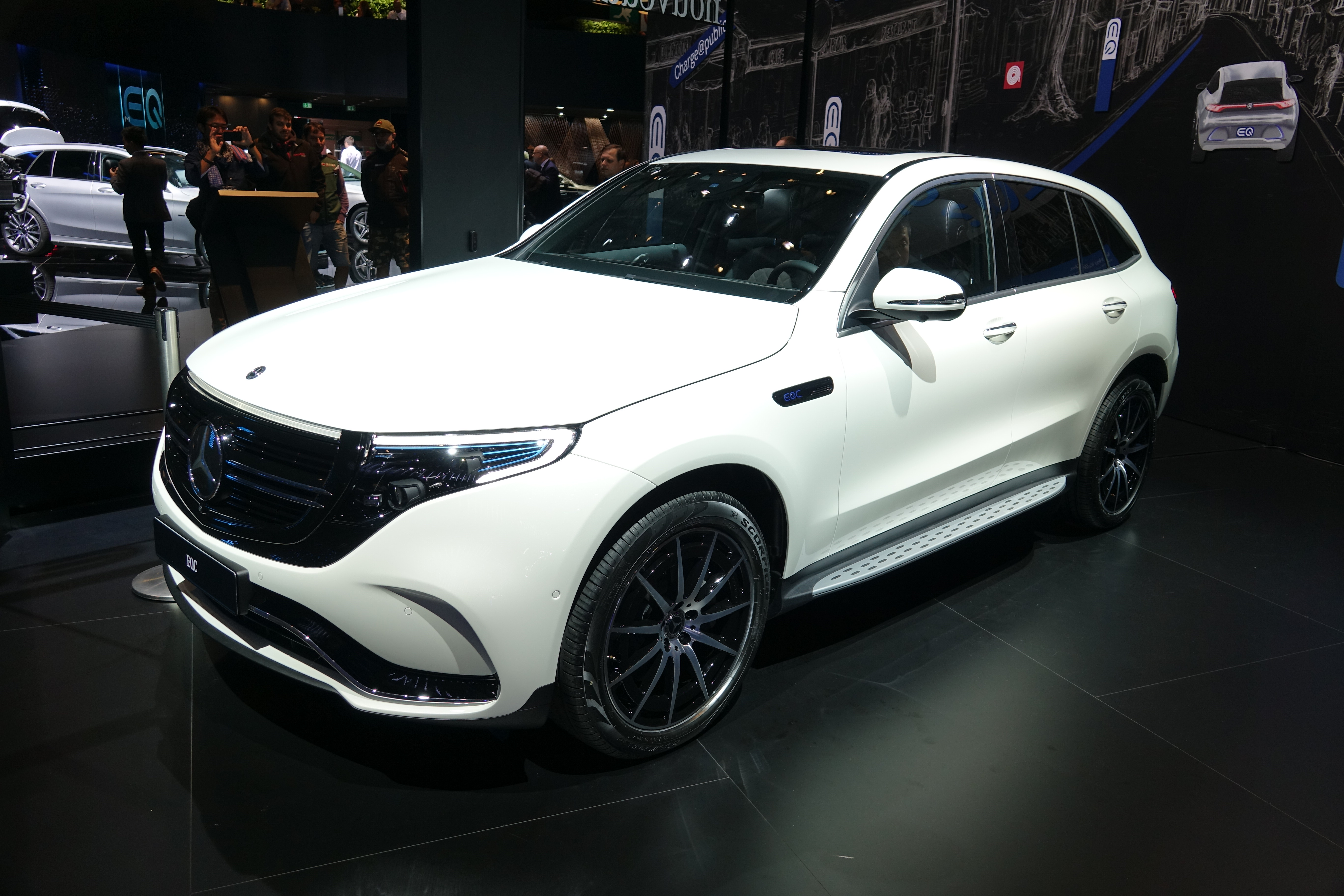
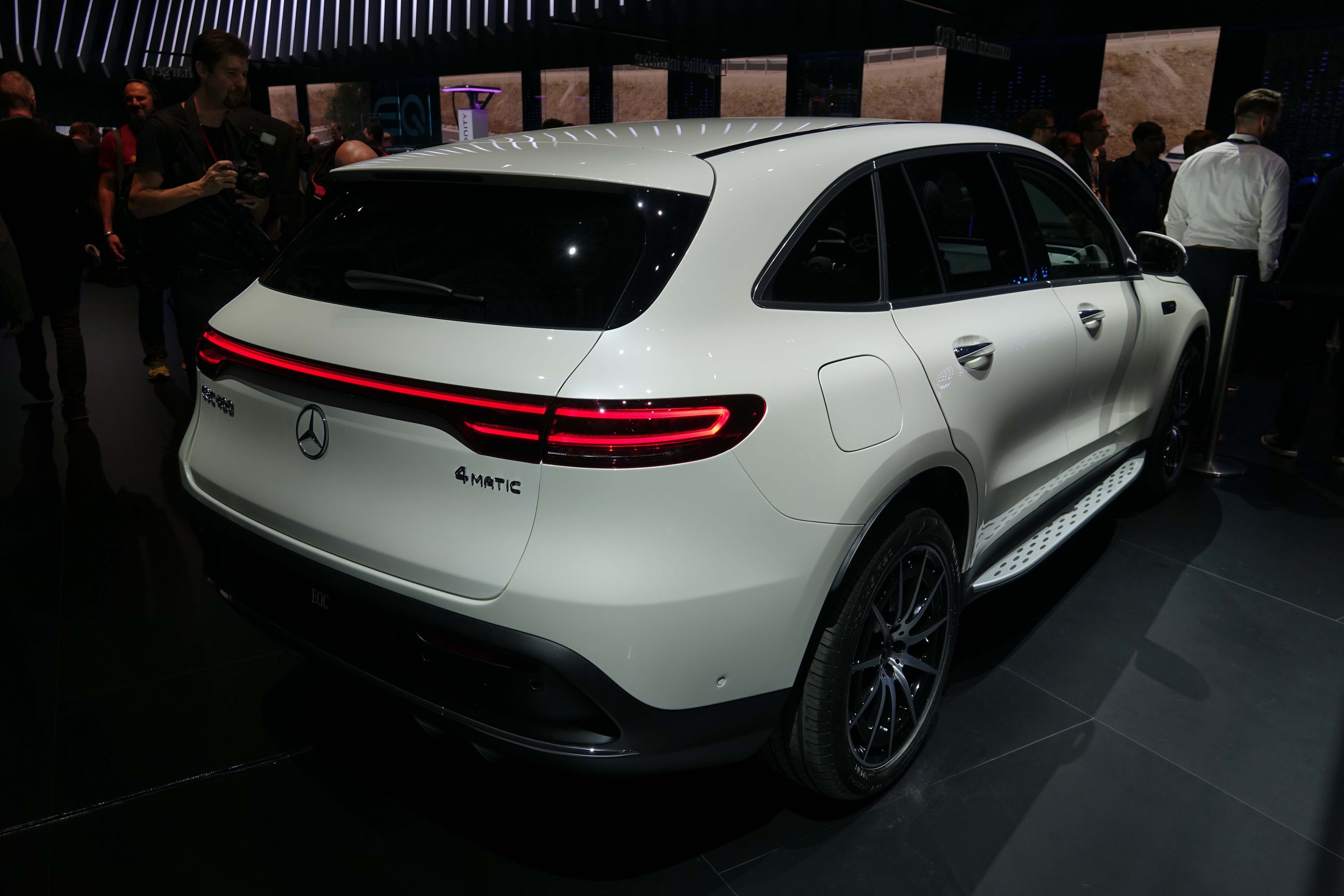
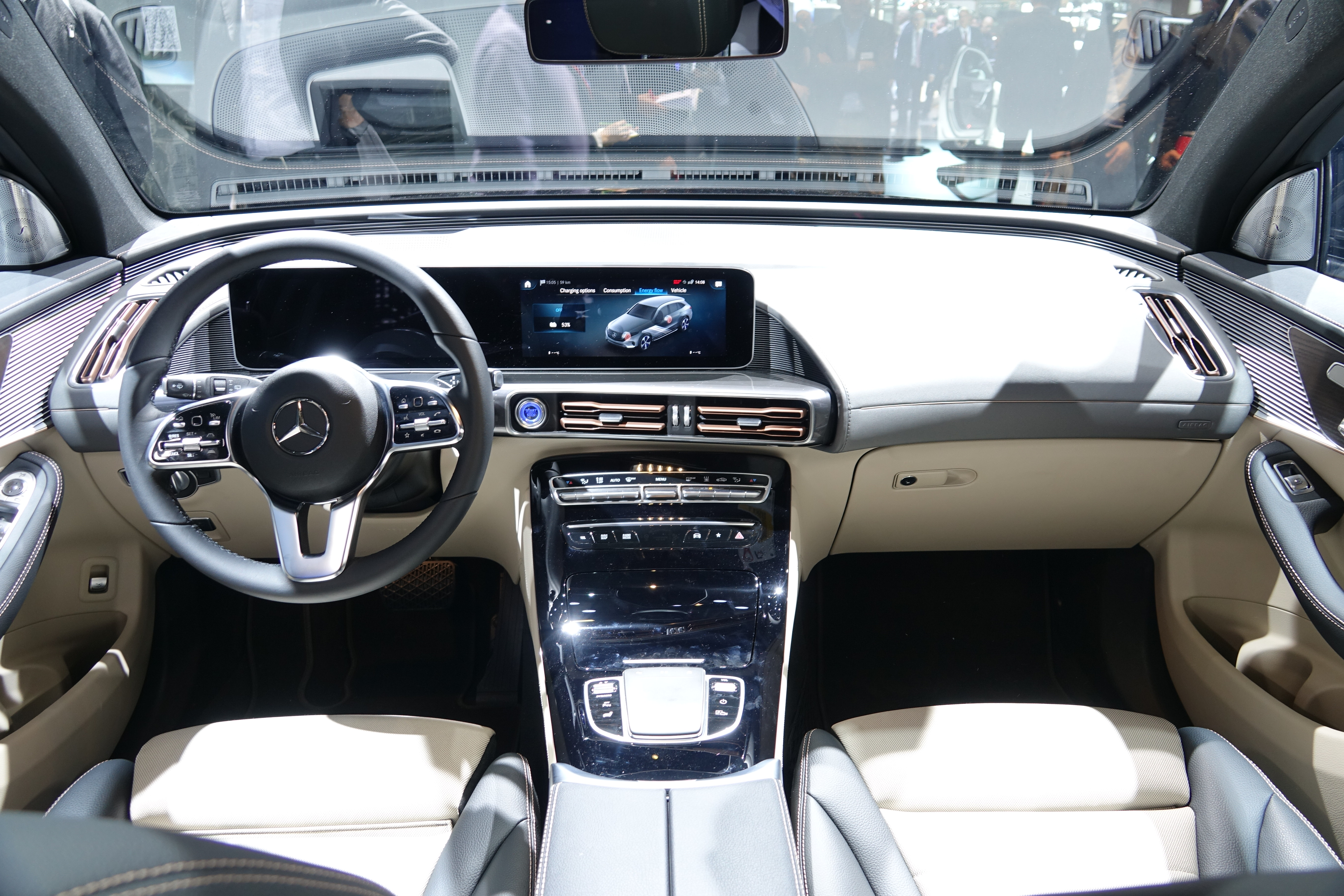

### EQE
L'EQE est une berline électrique présentée au salon de Munich IAA 2021.

### EQS
La berline haut de gamme électrique EQS est présentée le 16 avril 2021 au salon de l'automobile de Shanghai.

### EQS SUV
Le SUV électrique haut de gamme EQS SUV est présenté le 19 avril 2022. Il est basé sur la berline EQS.

### EQV

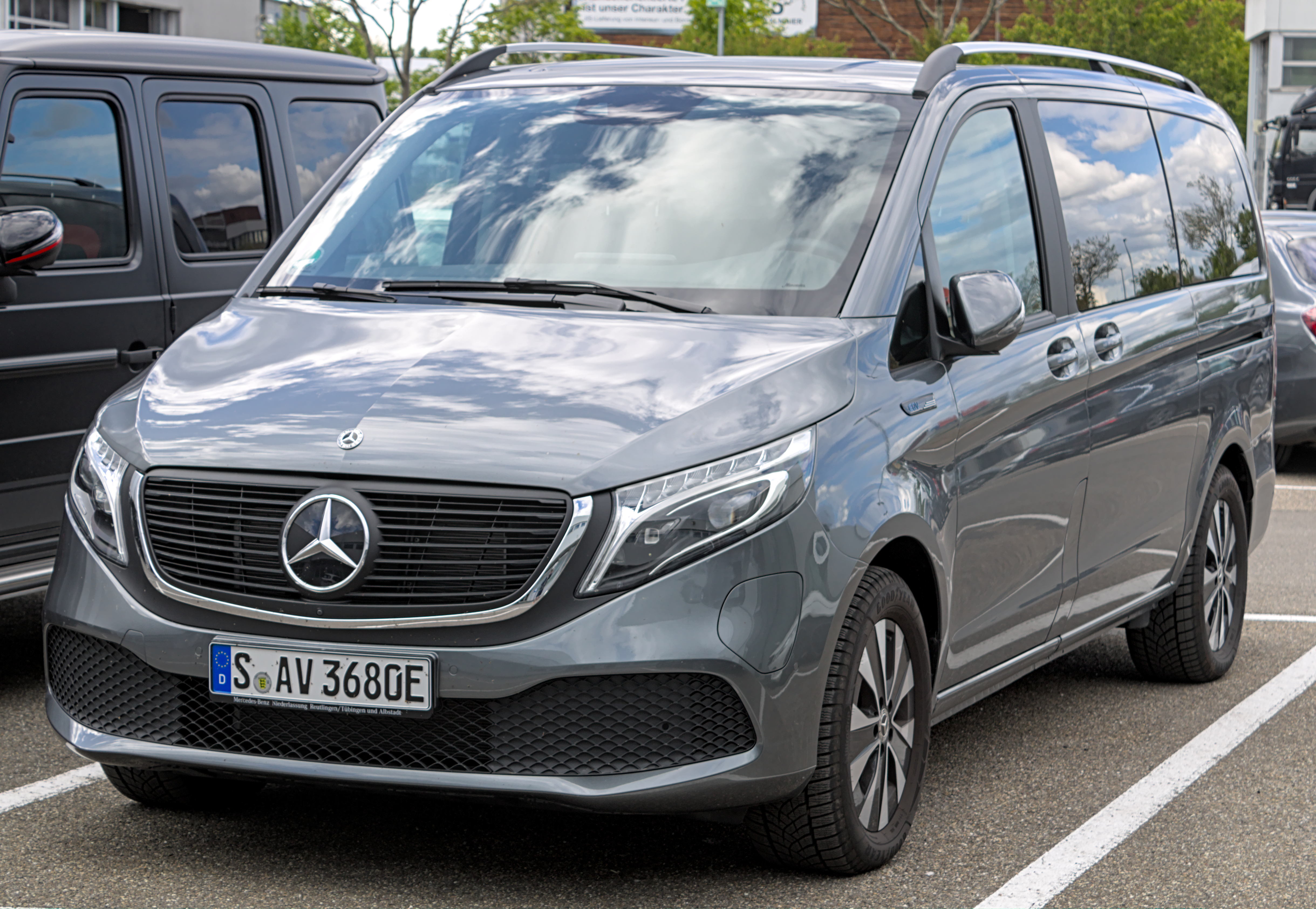
Mercedes-Benz EQV.

La Mercedes-Benz EQV est la version électrique du Mercedes Classe V.

### Smart EQ

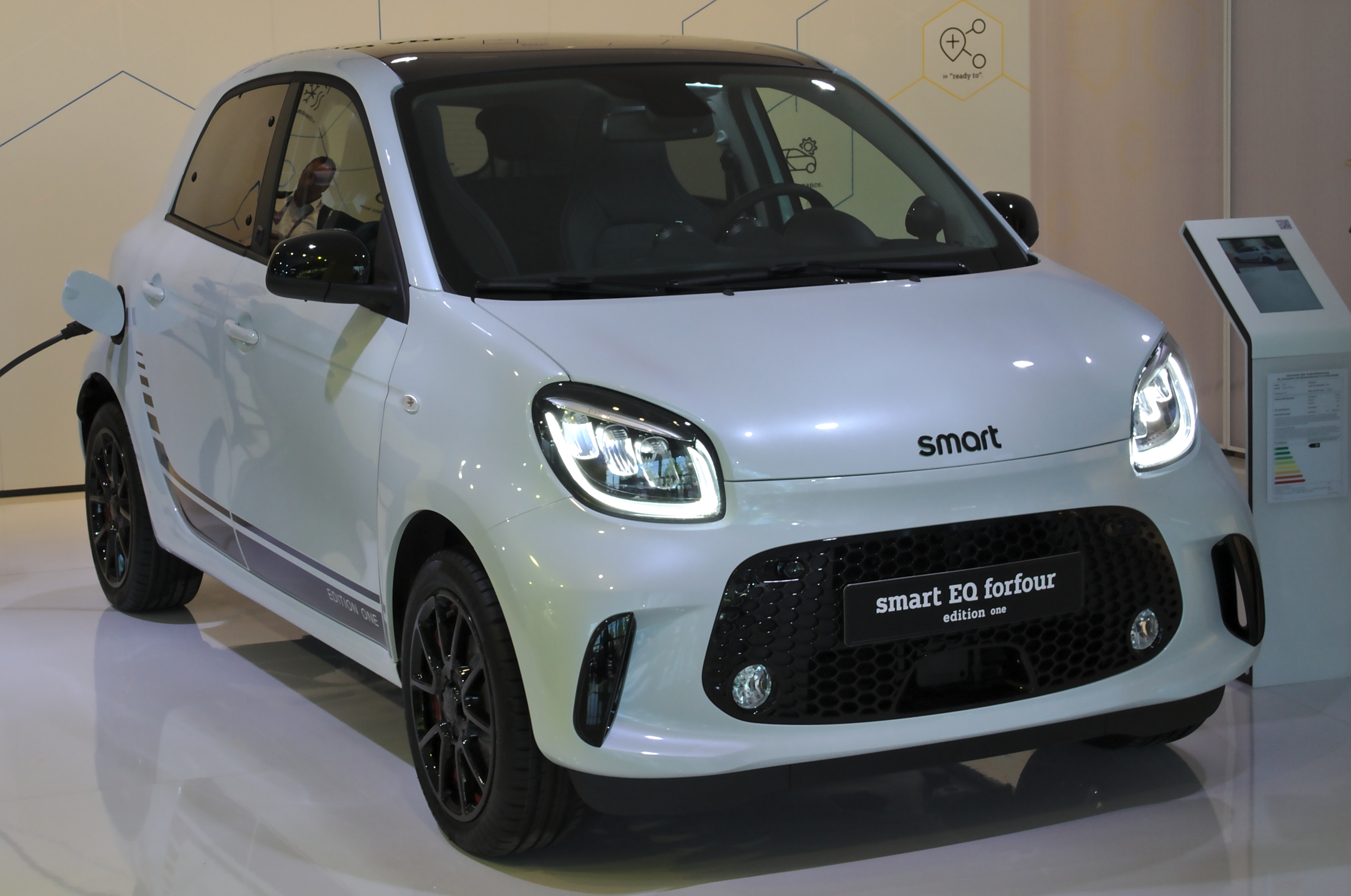
Smart EQ Forfour.

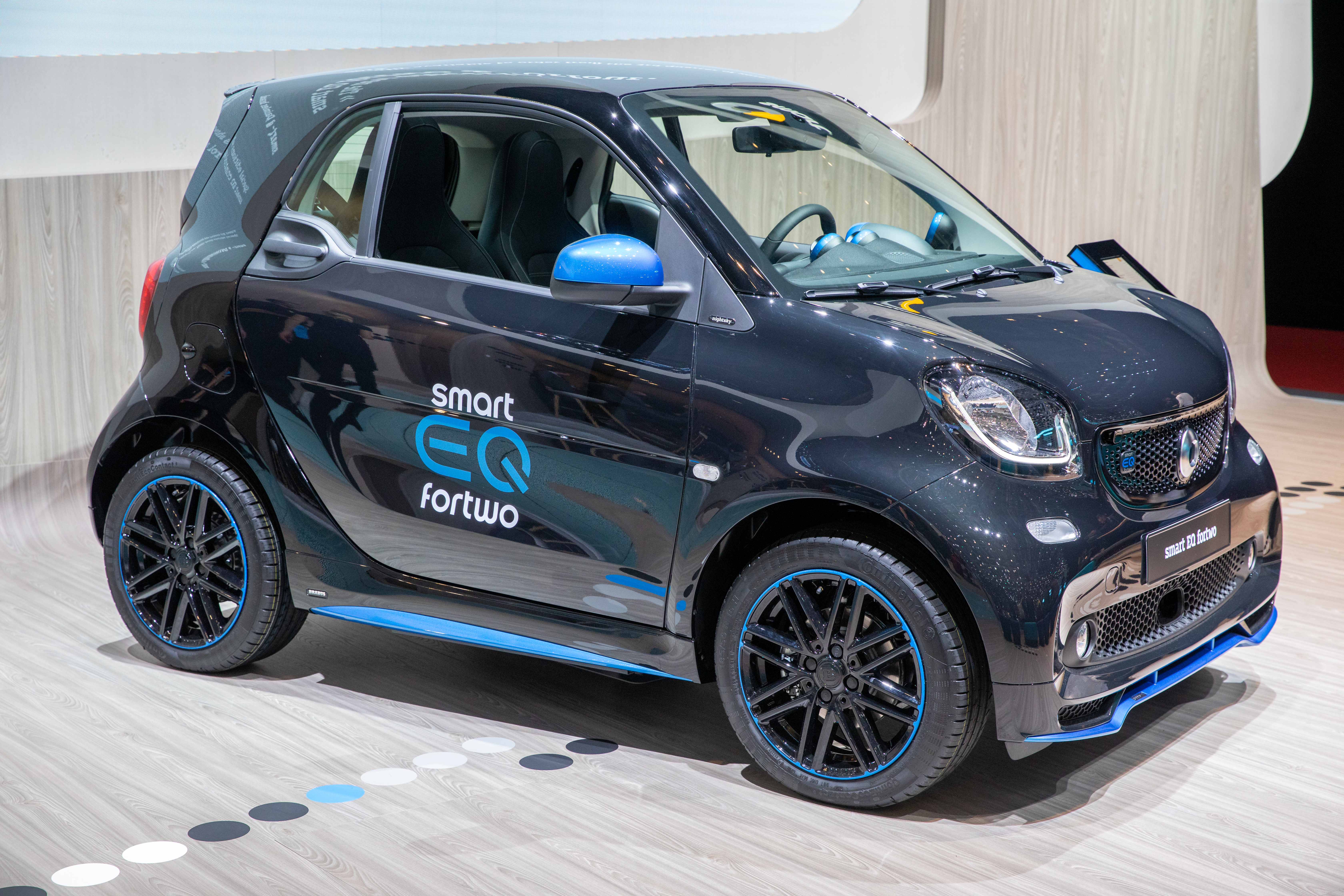
Smart EQ Fortwo.

### EQ Formula E Team

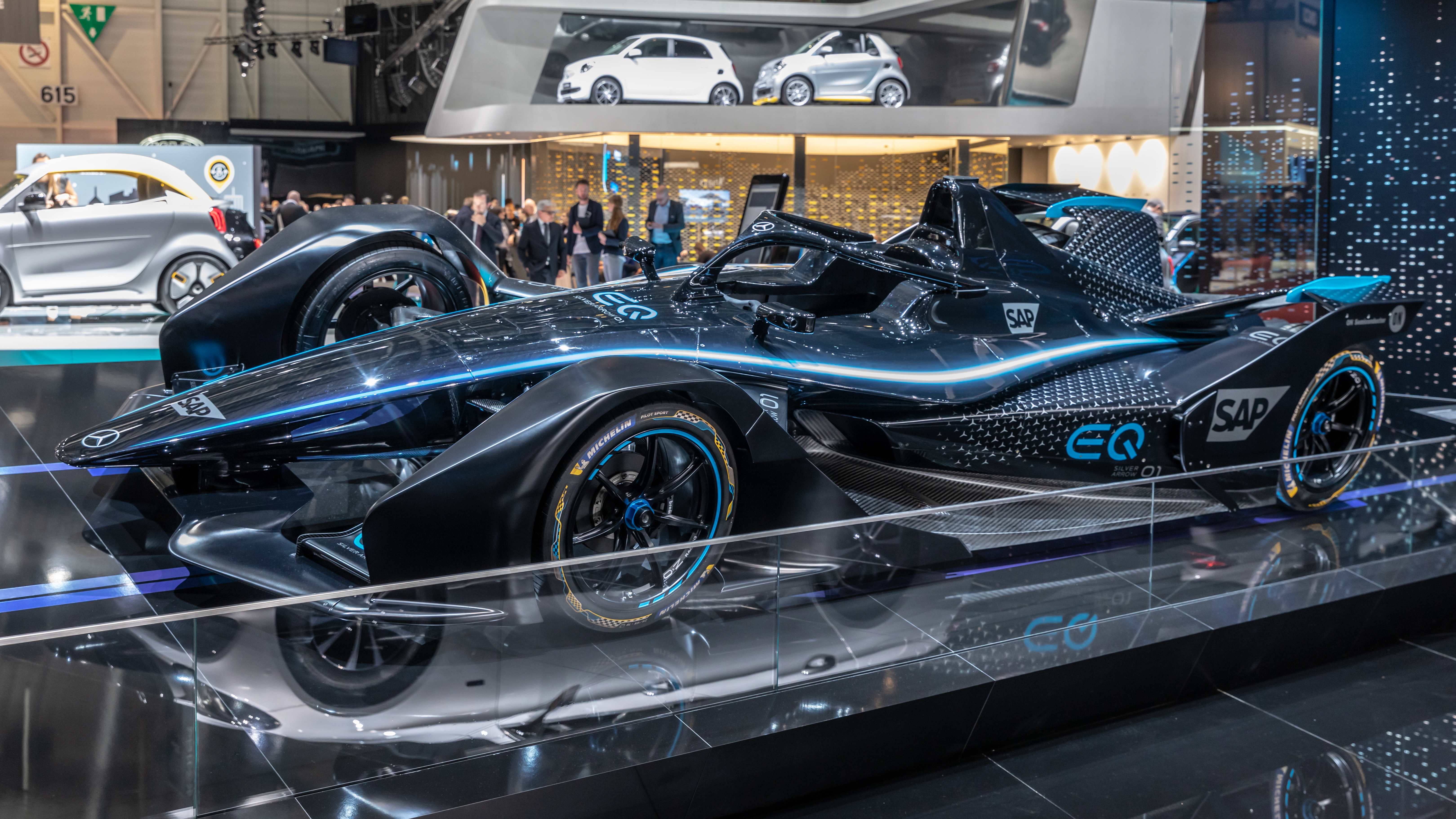

## Véhicules conceptuels et prototypes

### Concept Generation EQ (2016)
Le concept car Mercedes-Benz Generation EQ est présenté au Mondial de l'automobile de Paris 2016. Celui-ci est équipé de deux moteurs électriques, un sur chaque essieu, lui procurant 408 ch et 700 N m de couple, pour une autonomie de 500 km, et dans l'habitacle le tableau de bord reçoit un écran multimédia panoramique de 24 pouces.

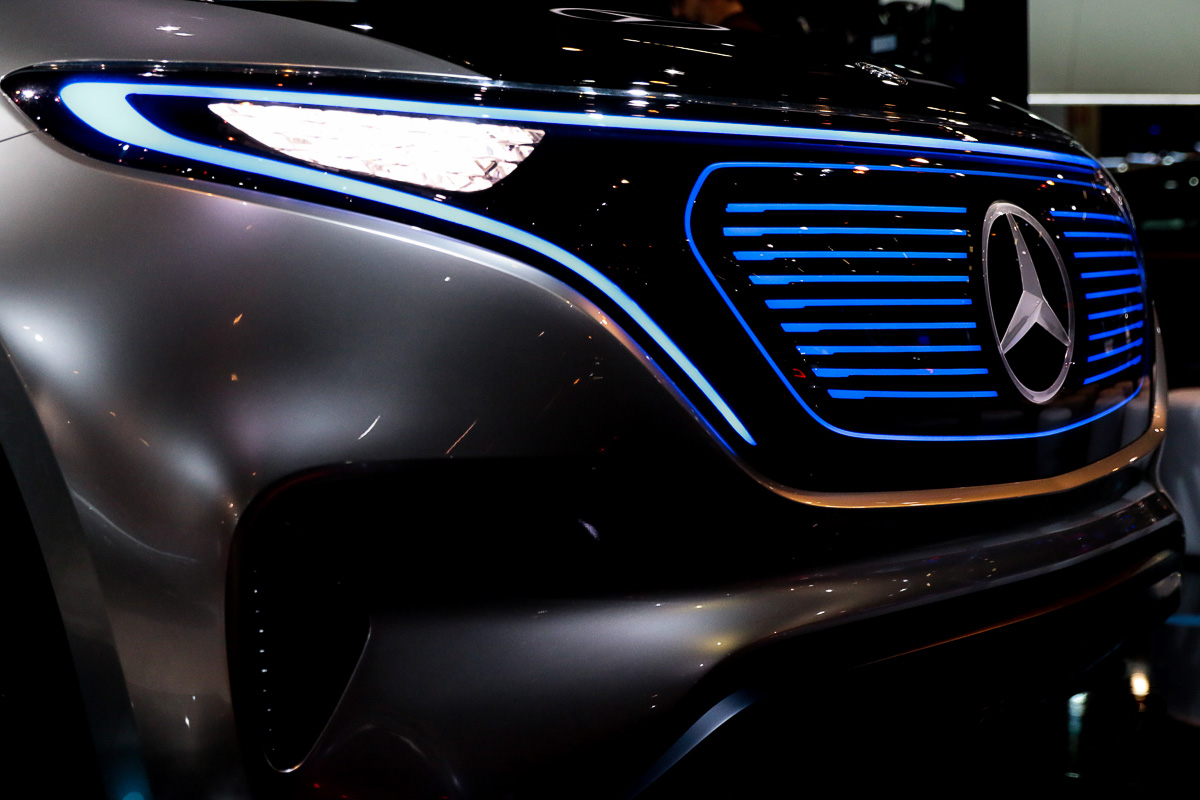
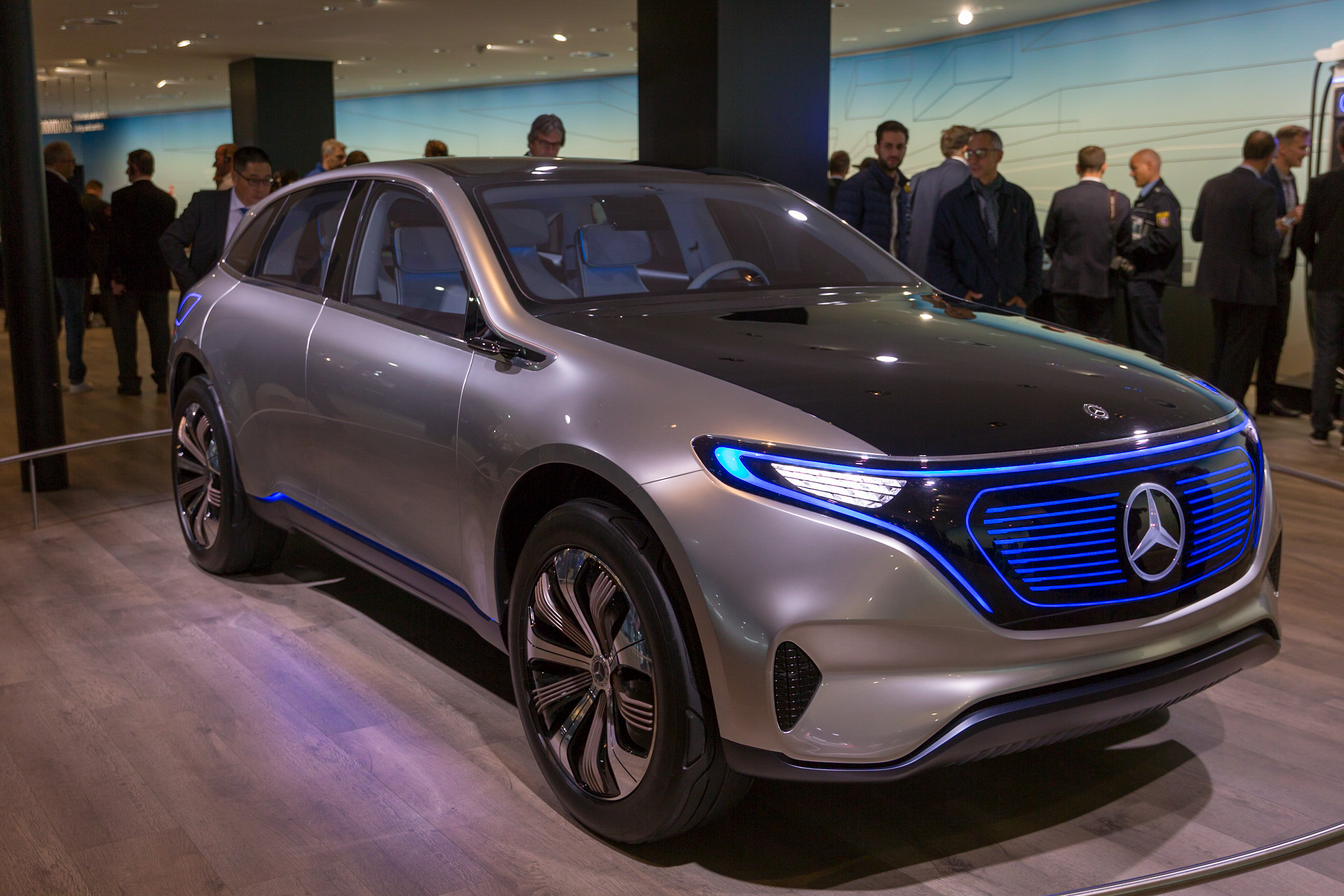
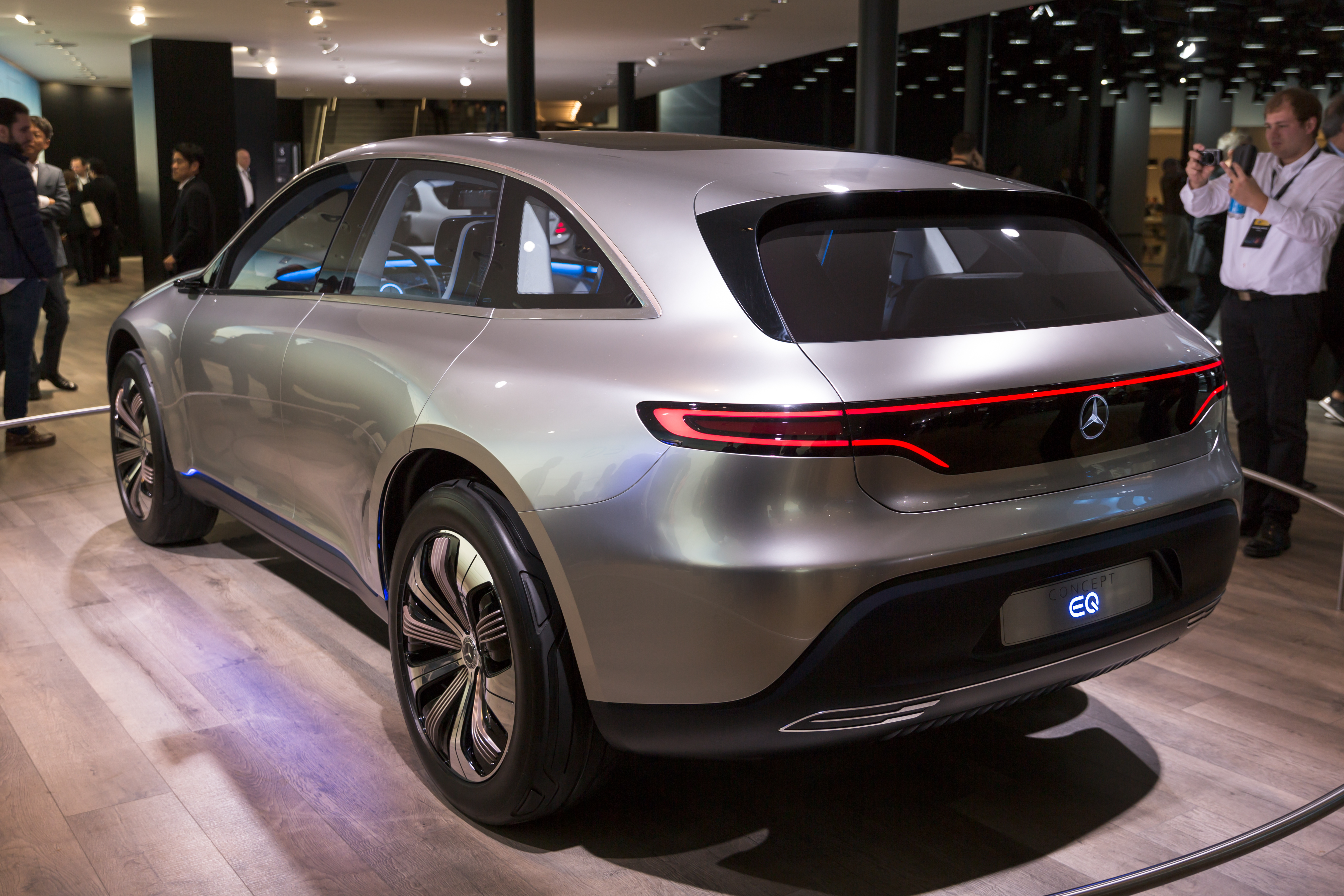

### Concept EQA (2017)
La Mercedes-Benz EQA concept est présentée au salon de Francfort 2017.

### Vision EQ Silver Arrow (2018)
La Mercedes-Benz Vision EQ Silver Arrow est un concept-car de véhicule 100% électrique présenté au Pebble Beach Concours d'Elegance 2018, annonçant l'arrivée de la gamme électrique EQ.

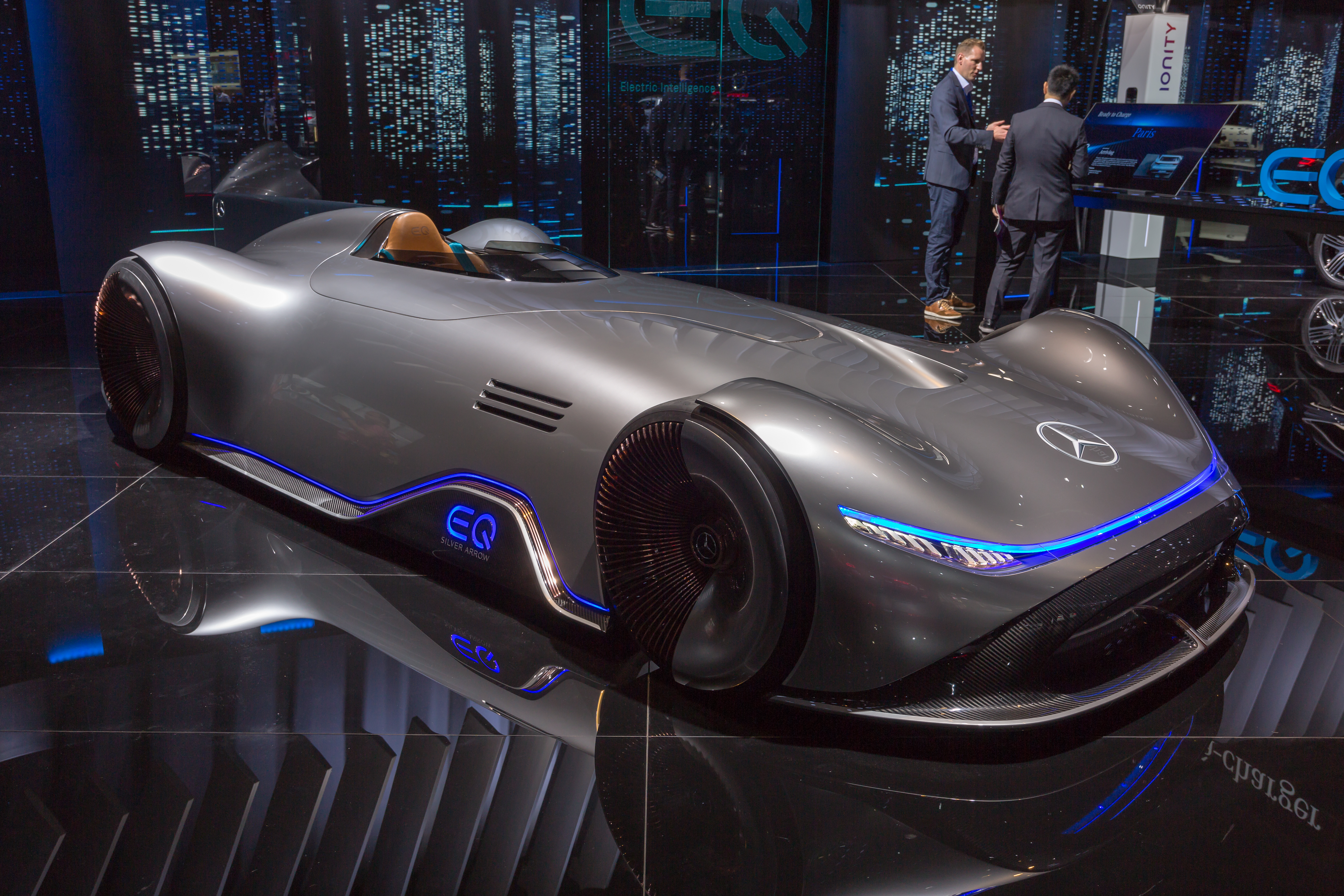
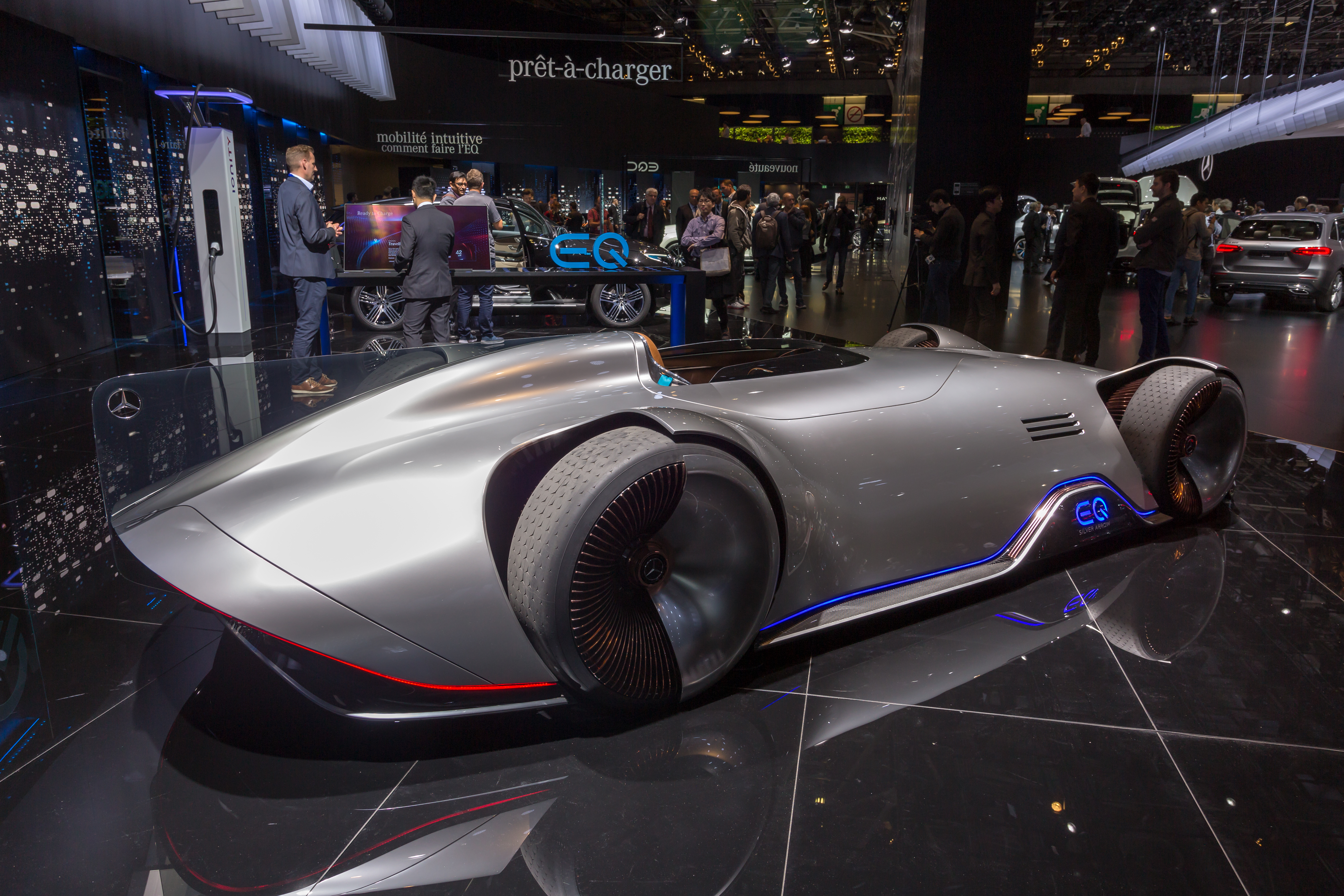
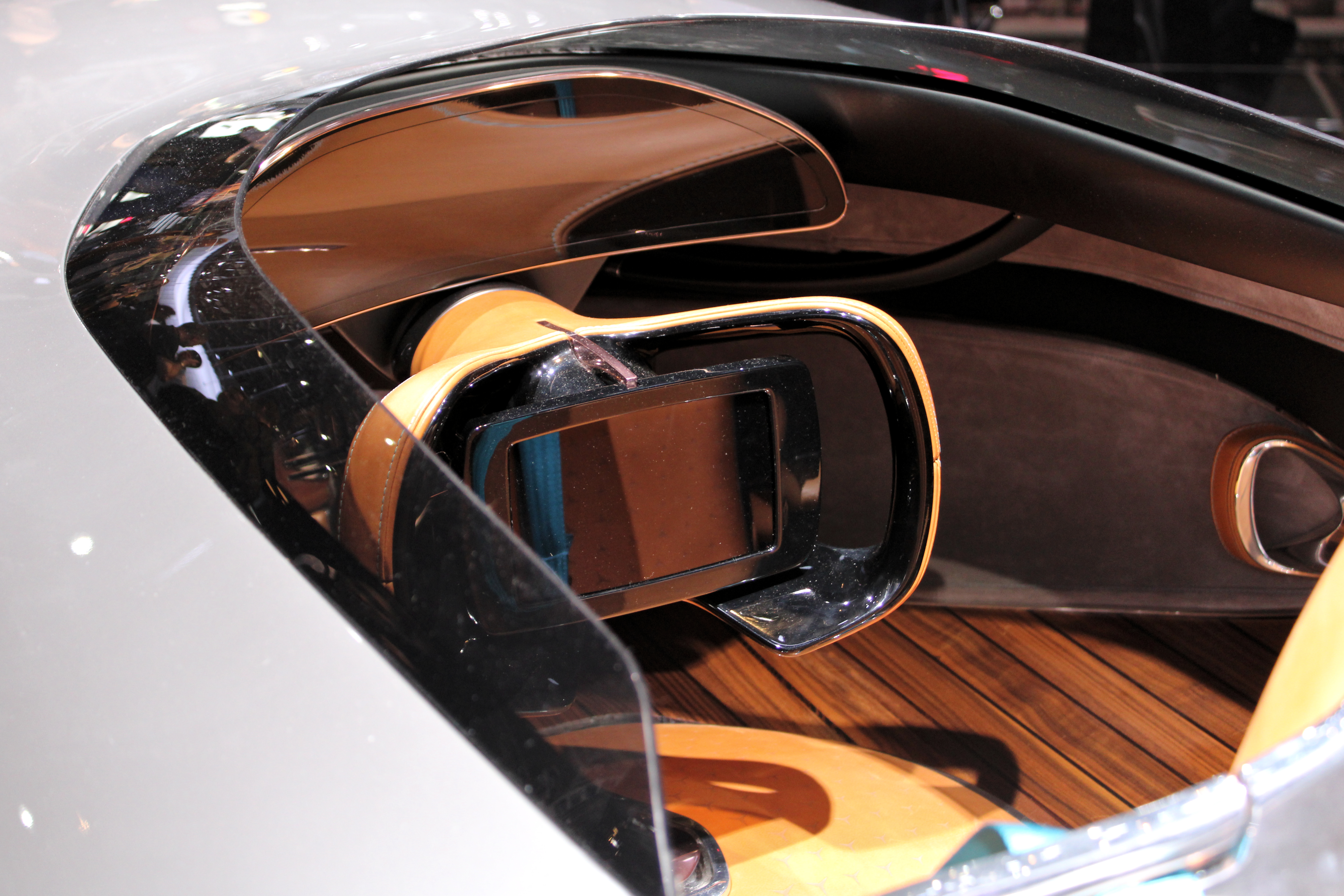

### Concept EQV (2019)
Mercedes-Benz présente le Concept EQV, version 100 % électrique de la Classe V, au salon international de l'automobile de Genève 2019.

### Vision EQS (2019)
La Mercedes-Benz Vision EQS est un concept car de véhicule électrique présenté au salon de Francfort en septembre 2019, annonçant l'arrivée de la grande berline luxueuse Mercedes-Benz EQS dans la gamme électrique EQ.

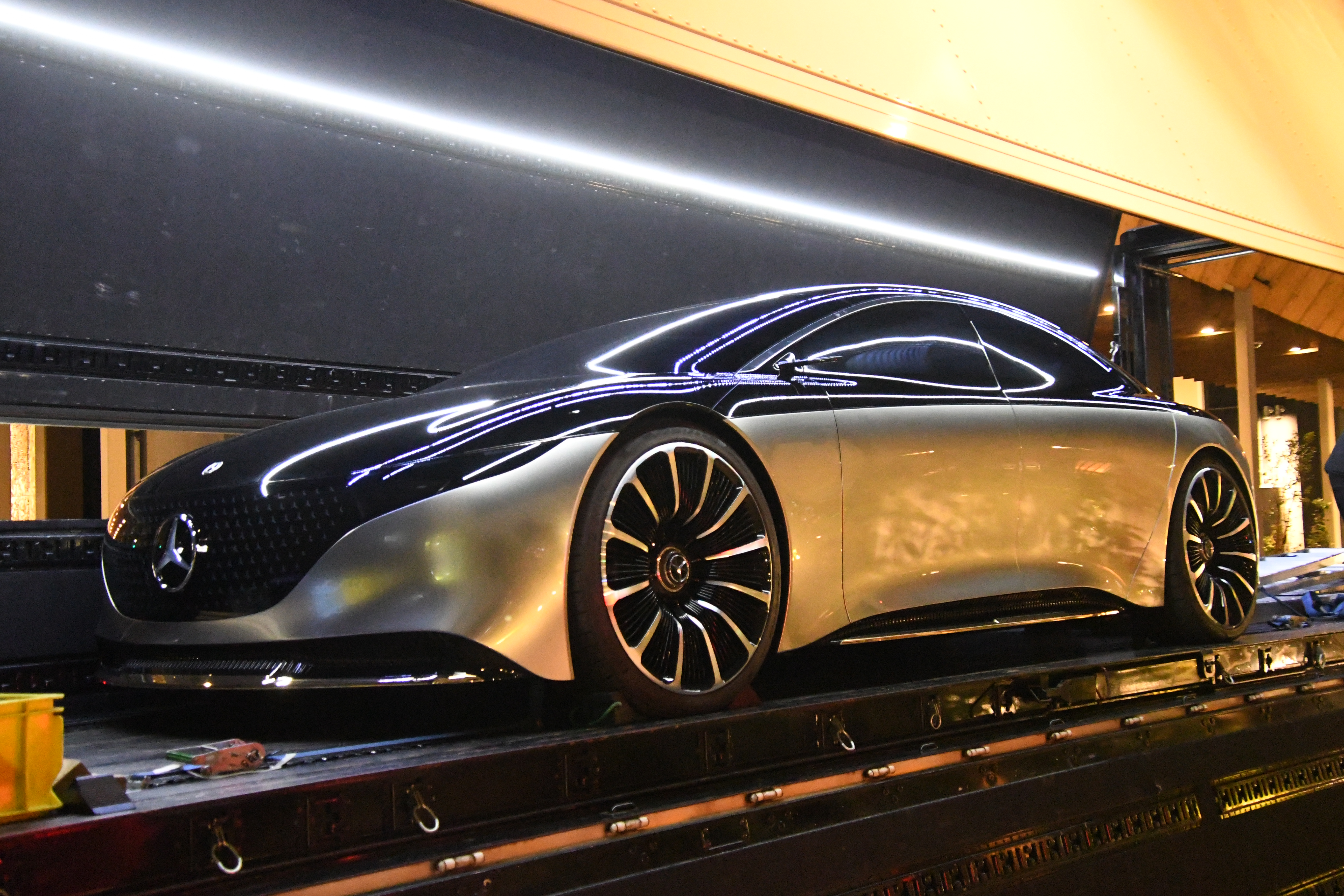
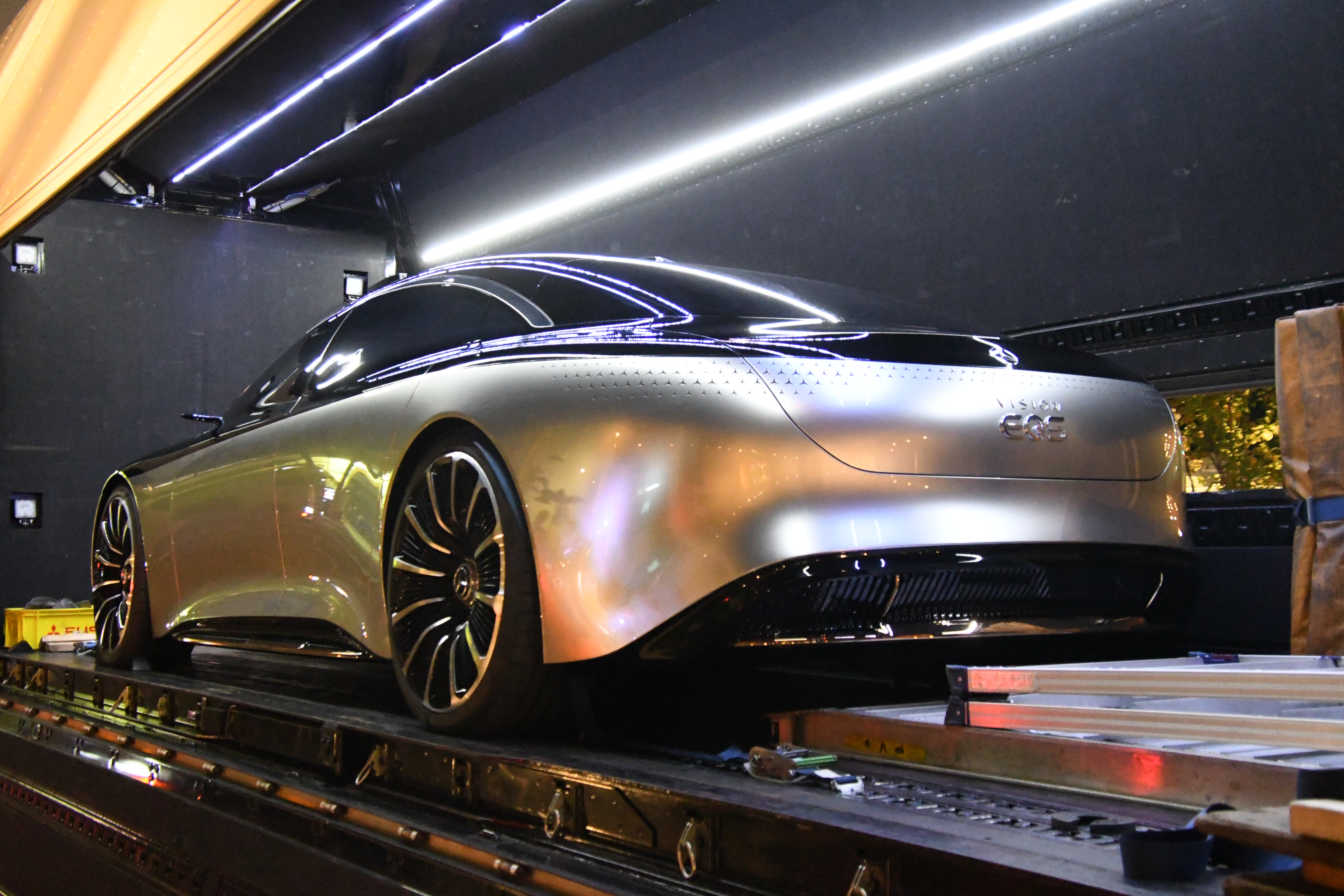

### EQC 4×4² Concept (2020)
En octobre 2020, Mercedes présente le concept car Mercedes EQC 4×4² sur base d'un EQC. Le concept mesure 20 cm de plus que l'original, et adopte une garde au sol de 29,3 cm, un angle d'attaque de 31,8° et un angle de fuite de 33°.

### EQT Concept (2021)

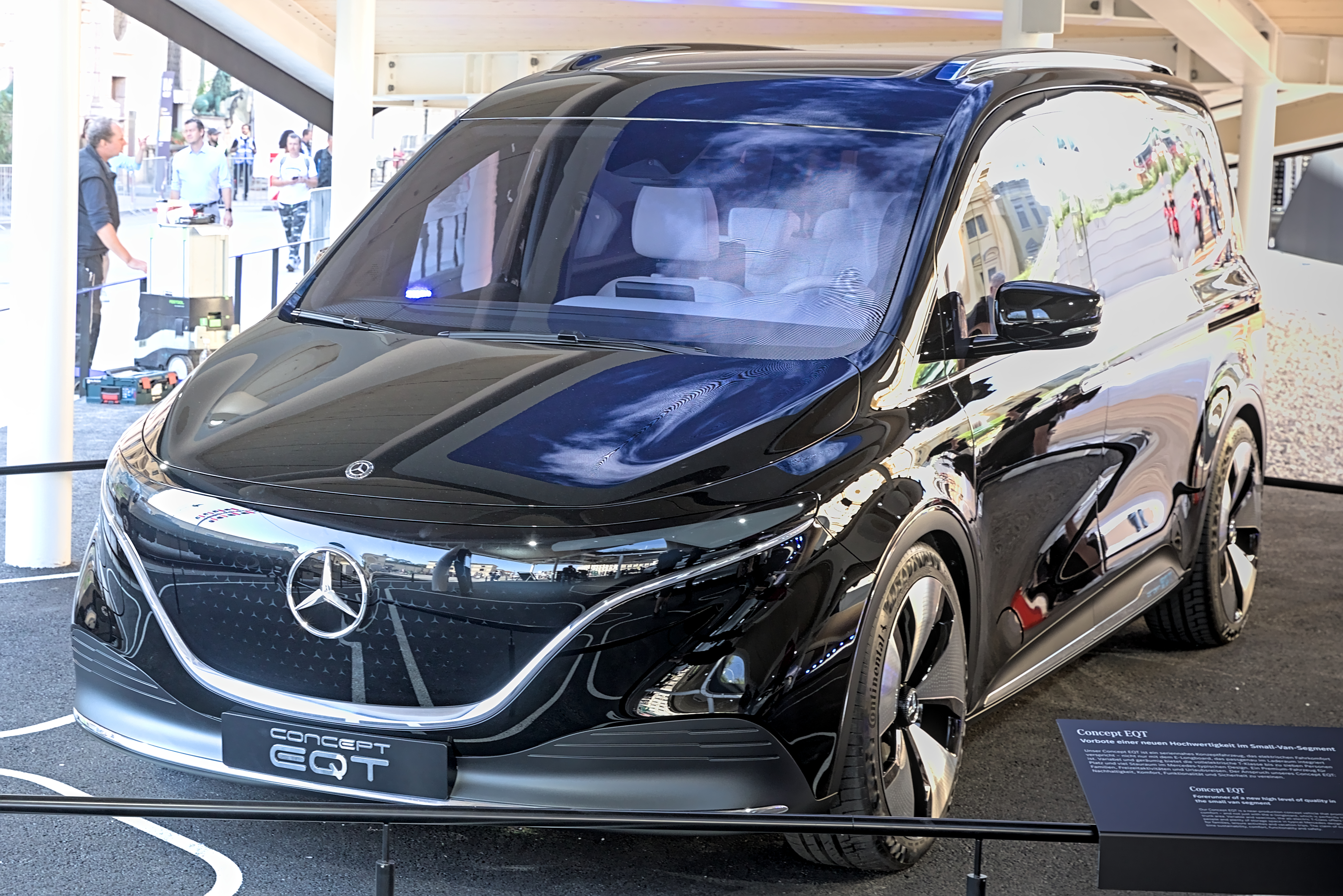
Mercedes-Benz EQT Concept au salon de Munich 2021.

Mercedes présente le concept car Mercedes EQT Concept le 10 mai 2021 préfigurant l'EQT, version électrique du Mercedes-Benz Citan de seconde génération.

### EQG Concept (2021)

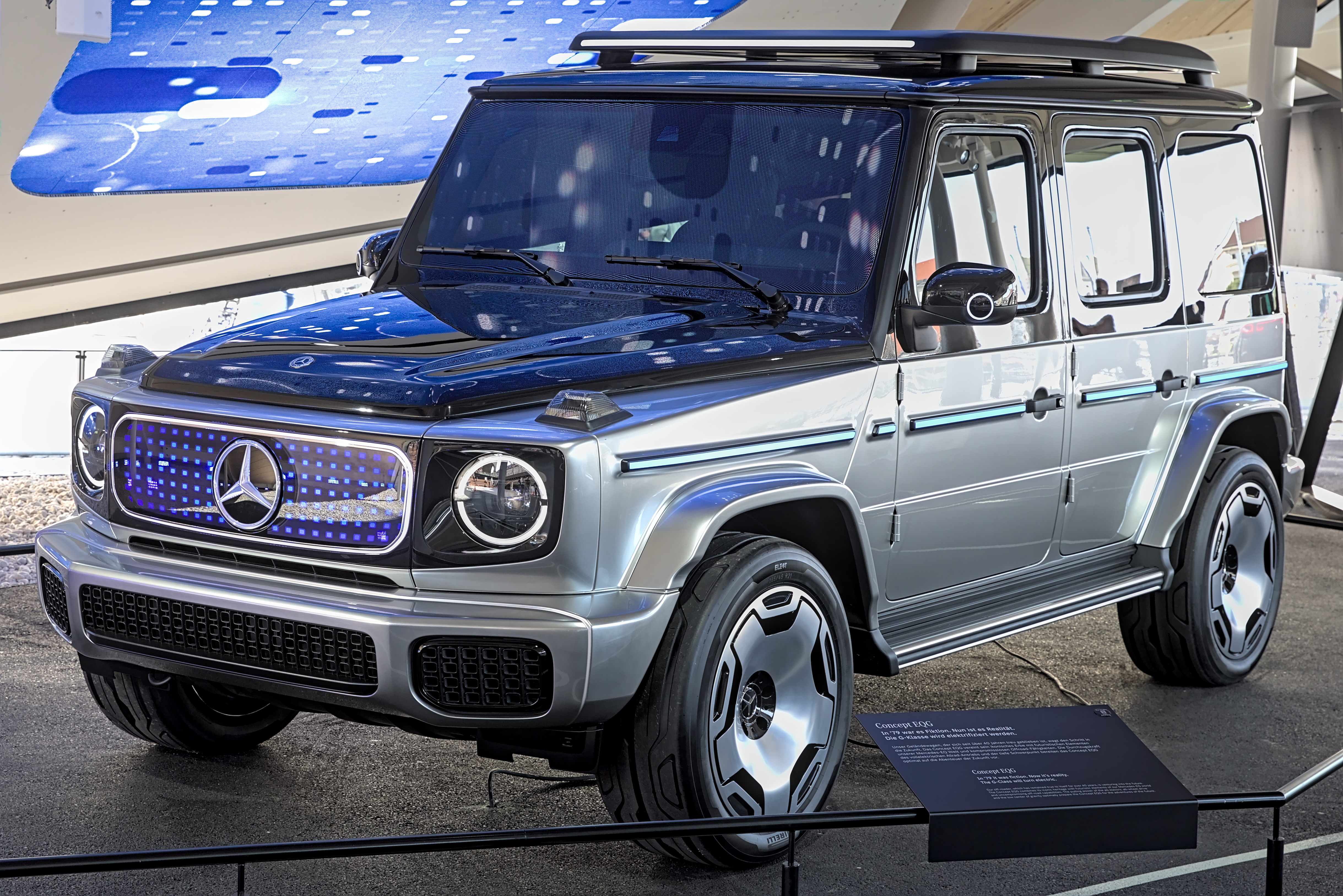
Mercedes-Benz EQG Concept au salon de Munich 2021

L'EQG Concept est présenté le 6 septembre 2021 au salon de l'automobile de Munich. Le « 4x4 » électrique est équipé de quatre moteurs, un par roue, assurant la transmission intégrale avec une transmission à double gamme (courte et longue).

### Maybach EQS (2021)

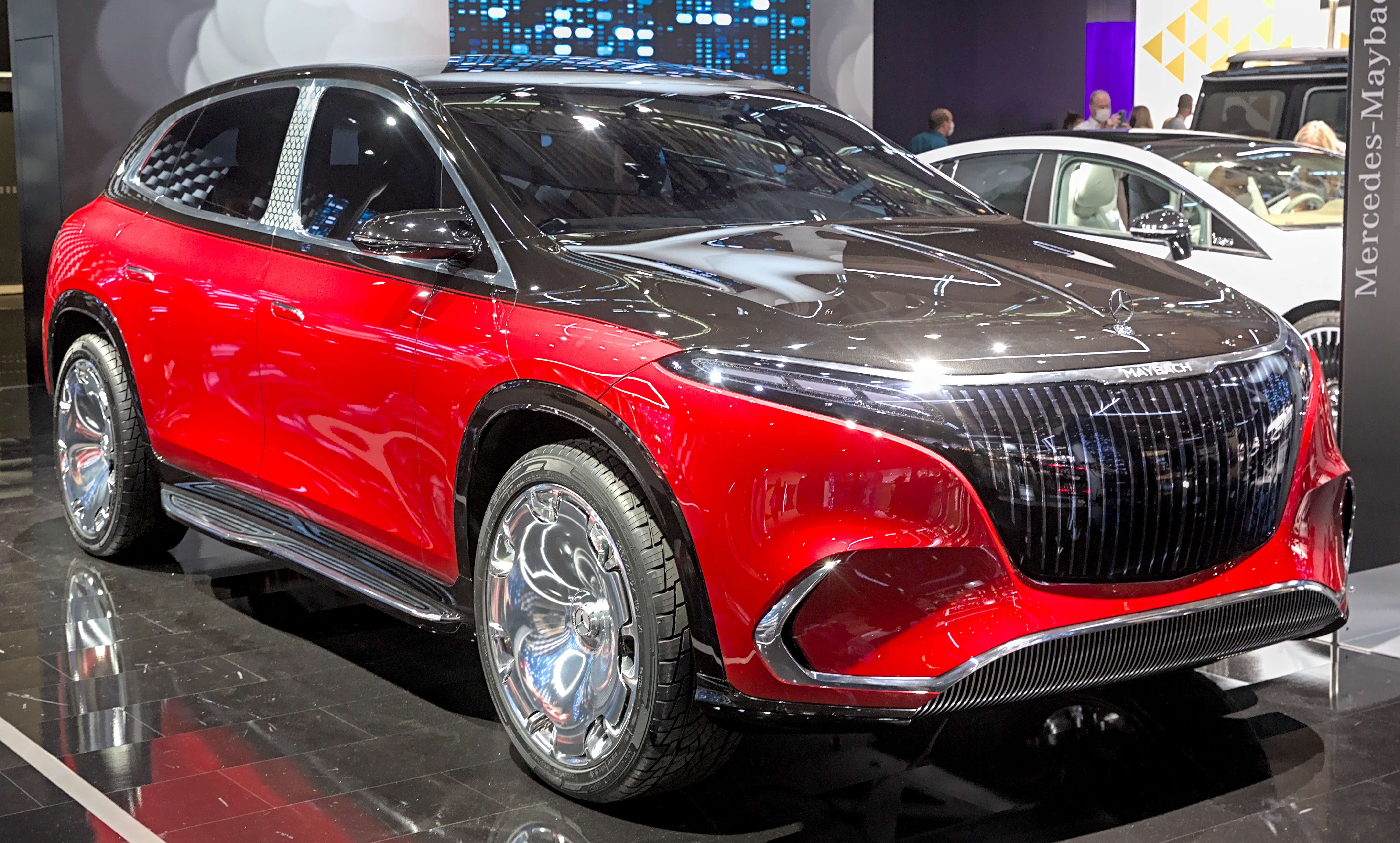
Mercedes-Maybach EQS Concept au salon de Munich 2021

Mercedes présente au salon de l'automobile de Munich 2021 le concept car de SUV Mercedes-Maybach EQS, qui préfigure un futur SUV électrique badgé Maybach, et basé sur la Mercedes EQS.

### Vision EQXX (2022)
Le concept car électrique Mercedes-Benz Vision EQXX est annoncé en octobre 2020. Selon le constructeur, avec une autonomie de 1 200 km, il pourrait relier Shanghai à Pékin sans recharger. Il est présenté le 3 janvier 2022, au CES de Las Vegas.